# San Juan, Ahuacuotzingo
San Juan är en ort i Mexiko.   Den ligger i kommunen Ahuacuotzingo och delstaten Guerrero, i den sydöstra delen av landet, 180 km söder om huvudstaden Mexico City. San Juan ligger 1 168 meter över havet och antalet invånare är 764.
Terrängen runt San Juan är varierad, och sluttar norrut. Runt San Juan är det ganska glesbefolkat, med 32 invånare per kvadratkilometer. Närmaste större samhälle är Zitlala, 19,2 km sydväst om San Juan. I omgivningarna runt San Juan växer huvudsakligen savannskog.